# Saxifraga zimmeteri
Saxifraga zimmeteri är en stenbräckeväxtart som beskrevs av Kern.. Saxifraga zimmeteri ingår i Bräckesläktet som ingår i familjen stenbräckeväxter. Inga underarter finns listade i Catalogue of Life.